# Zanzan
Pour les articles homonymes, voir Zanzan (homonymie).
Le Zanzan est un district de Côte d'Ivoire, en Afrique de l'ouest, qui a pour chef-lieu la ville de Bondoukou. Il correspond à l'ancienne région du Zanzan. Le district est situé au nord-est du pays et est frontalier des républiques du Ghana (à l'est) et du Burkina Faso (au nord). Il est entouré par les districts de la Comoé au sud, des Lacs au sud-ouest, de la Vallée du Bandama et des Savanes à l'ouest. Il a une superficie de 38 000 km2 et une population estimée à 1 344 865 d'habitants en 2021. La population y est en majorité constituée d'Abrons, de Koulangos et de Lobis.
Ce district est un lieu au potentiel touristique important vu la présence du parc national de la Comoé et la ville historique de Bondoukou.

## Démographie
| 1988    | 1998    | 2010    | 2021      |
| ------- | ------- | ------- | --------- |
| 514 134 | 701 005 | 999 586 | 1 344 865 |

## Régions et départements
- Bounkani :
  - Bouna (chef-lieu régional)
  - Doropo
  - Nassian
  - Tehini
- Gontougo :
  - Bondoukou (chef-lieu régional)
  - Koun-Fao
  - Sandegue
  - Tanda
  - Transua